# Norsborg
Norsborg è un sobborgo situato nel comune di Botkyrka (sud-ovest di Stoccolma).
È sede di una stazione della metropolitana della capitale svedese, Norsborg.
È una delle zone in assoluto più multicultuali di Stoccolma: circa l'80% degli abitanti di questa zona è proveniente da paesi esteri, con una forte presenza di immigrati originari dell'America Latina.
L'area fu fortemente sviluppata nella prima metà degli anni settanta come parte del progetto Miljonprogrammet, per poi essere rinnovata durante gli anni novanta.
Qui è inoltre presente un importante acquedotto, capace di rifornire di cittadini di 80 000 000 m³ annui di acqua potabile.

## Galleria d'immagini

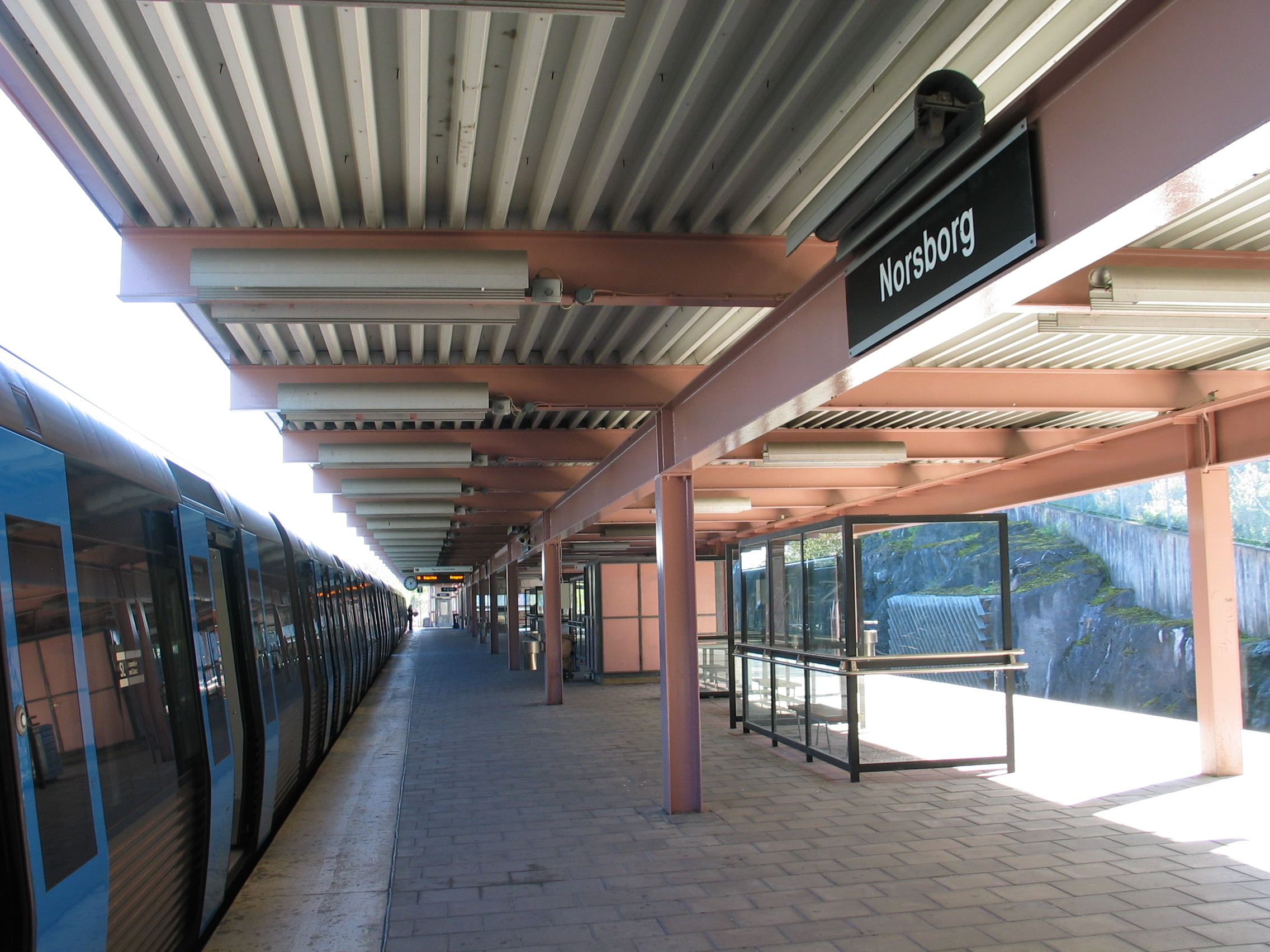
Stazione della metropolitana
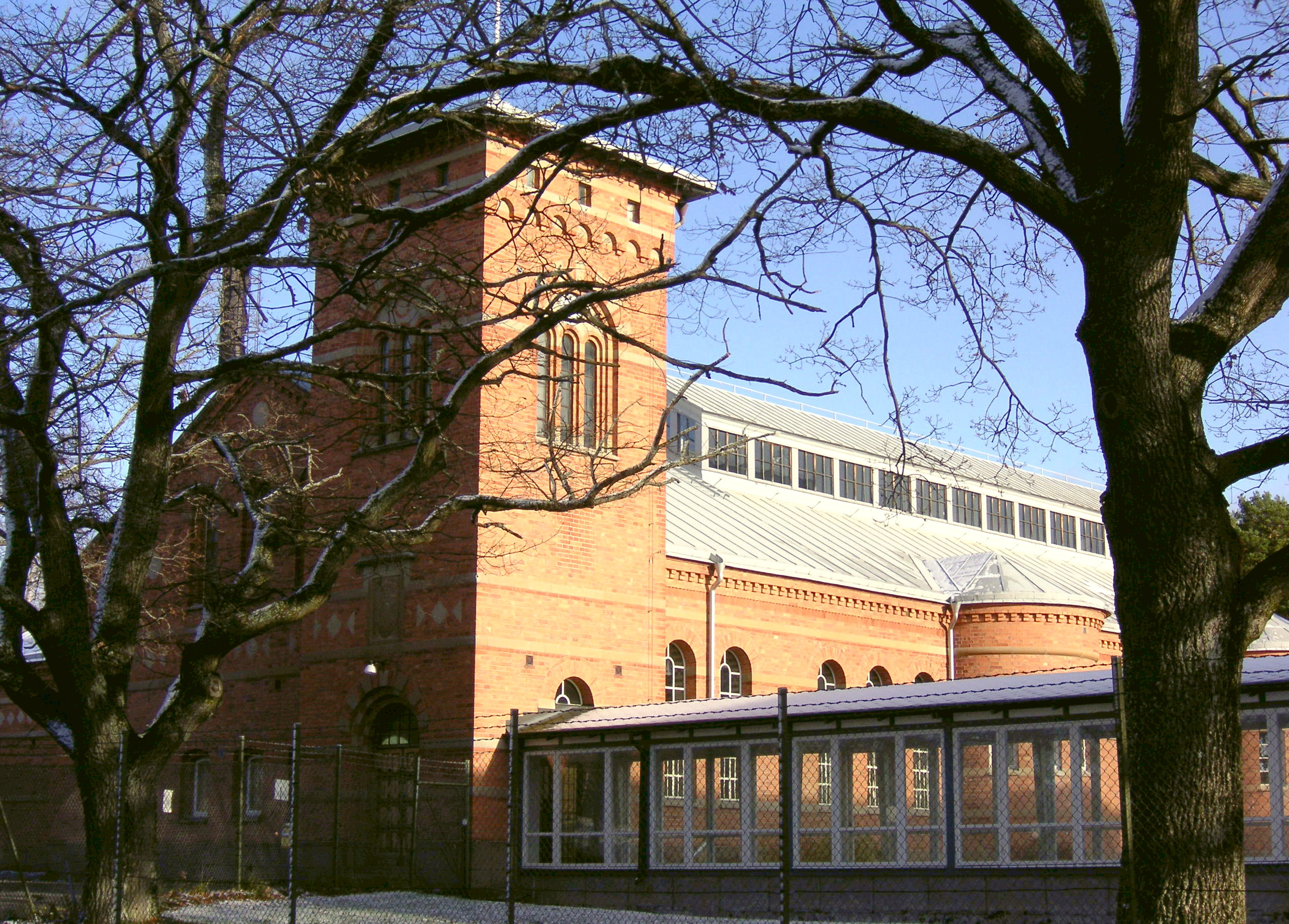
Depuratore di acque